# Prinses Elisabetheiland
Het Prinses Elisabetheiland is een kunstmatig energie-eiland in opbouw aan de Belgische Kust op 45 kilometer zee-inwaarts voor Oostende. Het werd vernoemd naar kroonprinses Elisabeth van België en is een wereldprimeur. Het project werd in 2023 opgestart in opdracht van de Belgische federale regering, onder de verantwoordelijkheid van de minister van Energie Tinne Van der Straeten.

## Doelstelling
Het eiland moet de aansluiting voorzien tussen de offshore windmolenparken in de Noordzee en het Belgische hoogspanningsnet. Daarnaast zullen grote elektriteitsverbindingen met andere landen zoals Engeland, Denemarken en Noorwegen erop aangesloten worden. Het project wordt getrokken door Elia.

## Constructie
Het eiland is een alternatief voor de klassieke stalen platformen die andere landen gebruiken. Vanaf januari 2023 gingen de aanbesteding, milieueffectrapportage en vergunningsprocedure van start. De bouw van het eiland werd gepland van 2024 tot 2026, en daarna tot 2030 de aansluiting van windparken en in dienst nemen van de elektrische installaties. Vanaf 2028 zou het eiland als energieknooppunt operationeel moeten zijn.
Op 30 april 2025 werden de eerste twee caisson op zijn plaats gezet.

## Kostprijs
Het budget voor de basisconstructie van het eiland werd geraamd op 450 miljoen euro, waarvan 100 miljoen wordt betaald door Europa. De uitrusting en aansluiting werden begroot op 1,5 miljard.
TM EDISON  - een samenwerking tussen de baggerbedrijven Jan De Nul en DEME - won de aanbesteding voor de basisconstructie, maar wel met een hoger budget van 600 miljoen euro. In april 2024 ging de bouw van 23 betonnen elementen van 10 tot 20 meter hoog van start op een werf in de haven van Vlissingen, Nederland. De betonnen "dozen" of "caissons" zullen dienen als beschermmuur voor de infrastructuur tegen de golven Vanaf de zomer worden ze met sleepboten naar de Noordzee gebracht waar ze op een grindbed in ringvorm worden neergezet, waarna het eiland wordt opgevuld en voorzien van onder meer elektrische installaties, aanlegsteigers en een helipad.

In mei 2024 waarschuwde de CREG minister van Energie Tinne Van der Straeten voor een mogelijk kostenexplosie die kan oplopen tot 7 miljard euro.  Nadat dit nieuws eind oktober 2024 in de media werd belicht, vroegen een aantal Belgische grootverbruikers om het project stil te leggen, gezien de kosten zullen worden doorgerekend in het toekomstig verbruik. Berekeningen in november 2024 kwamen uit op een jaarlijkse kost van 140 miljoen euro voor de beginjaren en 630 miljoen euro tegen 2032 die zal doorgerekend worden aan de energieverbruikers.